# The Rude Boyz
The Rude Boyz es un sello productor colombiano fundado por Bryan Lezcano Chaverra (Chan El Genio) y Kevin Mauricio Jiménez Londoño (Kevin ADG) en el año 2000.

## Historia
Trabajan en la música urbana con artistas reconocidos de su país como Reykon y Maluma, dos artistas que para esa época (entre los años 2008 y 2012) estaban en pleno auge y boom del reguetón colombiano y tendrían en su momento una influencia determinante en el inicio de la carrera de Kevin y Chan como productores».
Ambos empíricos en la producción y con un conocimiento básico del piano y el sintetizador, tuvieron como primera sede de estudio un cuarto en la casa de Kevin, hoy por hoy The Rude Boyz cuenta con uno de los estudios más avanzados en el País, está ubicado en Envigado-Antioquia y es la sede principal construida y adecuada con alta tecnología y a la vanguardia de los grandes estudios del mundo.  The rude boyz es un sello independiente que sostiene una firma con Sony ATV en su publishing a nivel internacional.
Cuentan sin duda con un hecho histórico que ha marcado sus carreras y que nació en el 2016 cuando los eligieron para producir el nuevo sencillo de Shakira.  El sencillo “CHANTAJE” de Shakira Ft Maluma es una coautoría entre Kevin Adg, Chan el genio, Joel López ( Kenai), Shakira y Maluma. La historia de la canción inicia desde Medellín Colombia cuando “The Rude Boyz” se encontraba realizando maquetas junto a Kenai y días después los llamaron para viajar a Barcelona y tener el encuentro de producción con ambos artistas. 
Pero la historia con Shakira no paro en “Chantaje”, pues “The Rude Boyz” trabajo con la artista casi por 1 mes en su estudio en España y nacieron éxitos como “Deja vu” de Prince Royce Ft Shakira y “Me Enamoré”. Sin duda una relación musical que marco sus vidas.
Su catálogo de artistas cuenta con nombres como Jennifer Lopez, Shakira, Prince Royce, Yandel, Maluma, Reykon, Arcángel, Lali, Jory, J Alvarez, Cosculluela, Luigi 21 Plus, Andy Rivera, Sebastian Yatra, Feid, Kimberly Loaiza, Golpe a Golpe, Pipe Calderon, Mau y Ricky, )entre muchos otros. Además se proyectan para este año trabajar productos anglo y de talla mundial.

## Producciones Musicales
ohnana
cuando me dira

## Premios y reconocimientos
- Ganaron en los Premios Nuestra Tierra en Colombia con la canción “Sin Miedo” de Reykon en el 2012.
- Produjeron el 90% del álbum “MAGIA” de Maluma con el que obtuvo la nominación a "mejor nuevo artista" en Los Grammy Latinos en el 2013.
- Canción nominada “El Tiki” de Maluma en Los Grammy Latinos en el 2015.
- Nominación en los Billboard 2016 con “Borró cassette” de Maluma.
- Premio ASCAP a mejor canción urbana con “El Perdedor” de Maluma.
- 'Chantaje', de Shakira, fue la canción más escuchada en España en Spotify.
- "Chantaje" estuvo en el puesto #22 del “Billboard´s 100 Best Pop Songs” del 2016.
- "Chantaje" batió record en el número uno de Hot Latin Songs de Billboard.